# Phrynocephalus putjatai
Espèce
Synonymes
- Phrynocephalus guinanensis Ji, Wang & Wang, 2009

Phrynocephalus putjatai est une espèce de sauriens de la famille des Agamidae.

## Répartition
Cette espèce est endémique du Qinghai en République populaire de Chine.

## Étymologie
Cette espèce est nommée en l'honneur de Dmitrji Wassiljewitsch Putjata.

## Publication originale
- Bedriaga, 1909 : Amphibien und Reptilien. Wissenschaftliche Resultate der Reisen N.M. Przewalskijs durch Zentralasien. Zoologische Teil. Band 3. Part 1. Lacertilia. Sankt-Petersburg.